# Julias Moon
Julias Moon er en dansk progressiv Electro Pop-duo med base i København. Julias Moon debuterede i oktober 2013 med nummeret "Bay", som blev Ugens Uundgåelige på P3.  Singlen "Lipstick Lies" (2014) var den tredje mest spillede sang på P3 og P4 i 2014.
22. maj 2015 spillede de sammen med Scarlet Pleasure til Fredagsrock hvor der var over 30.000 tilskuere. Det er indtil videre tilskuerrekord for gruppen.
Julias Moon udgav den 3. juni singlen "Camera". Det er den første single fra deres album, som ville udkomme i slutningen af 2016.
I december 2016 meddelte duoen at samarbejdet stoppede 
I 2019 blev gruppen atter genforenet.
Den 16. oktober 2020, spillede Julias Moon, deres comeback single “Drive” i TV2 underholdningsprogrammet Vild Med Dans.

## Medlemmer

### Medlemmer
- Louis Samson Myhre - sanger og sangskriver (2013–2016, 2019–nu)
- Olivier Kincaid - komponist, musikproducer (2013–2016, 2019–nu)

### Tidligere medlemmer
- Nicolai Hagen Gabold - komponist og musikproducer (2013–2015)

Tidslinje

## Diskografi

### EP'er
| År   | Single             | Højeste placering | Certificering |
| År   | Single             | DEN               | Certificering |
| ---- | ------------------ | ----------------- | ------------- |
| 2014 | Fake ID Heartbreak | 20                |               |

### Singler
| År   | Single             | Højeste placering | Certificering | Album              |
| År   | Single             | DEN               | Certificering | Album              |
| ---- | ------------------ | ----------------- | ------------- | ------------------ |
| 2013 | "Bay"              | 23                |               | Fake ID Heartbreak |
| 2014 | "Lipstick Lies"    | 7                 |               | Fake ID Heartbreak |
| 2014 | "Palace"           | 7                 | - Platin      | Fake ID Heartbreak |
| 2015 | "On the Run"       |                   |               | On the Run / AM    |
| 2015 | "AM"               |                   |               | On the Run / AM    |
| 2016 | "Camera"           |                   |               | Camera             |
| 2020 | "Drive"            |                   |               | TBA                |
| 2021 | "Larger Than Life" |                   |               | TBA                |